# 倒風寮
倒風寮，日治時期又寫為倒方寮，是臺灣臺南市學甲區的一個聚落名稱，學甲十三庄之一，位於學甲市區北郊，在今日行政區三慶里內。昔為倒風內海沿岸村莊，是倒風內海區域目前唯一留下倒風之名的地方。然此聚落又有另一較近代的地區名稱新芳，此地名為源於光復初期此地設村，首任村長朱景祥先生認為倒風不妥遂而改名新芳。

## 歷史沿革
清中葉以後由學甲後社李姓，將軍漚汪高姓和布袋新塭蘇姓所共同開墾。

## 圖集

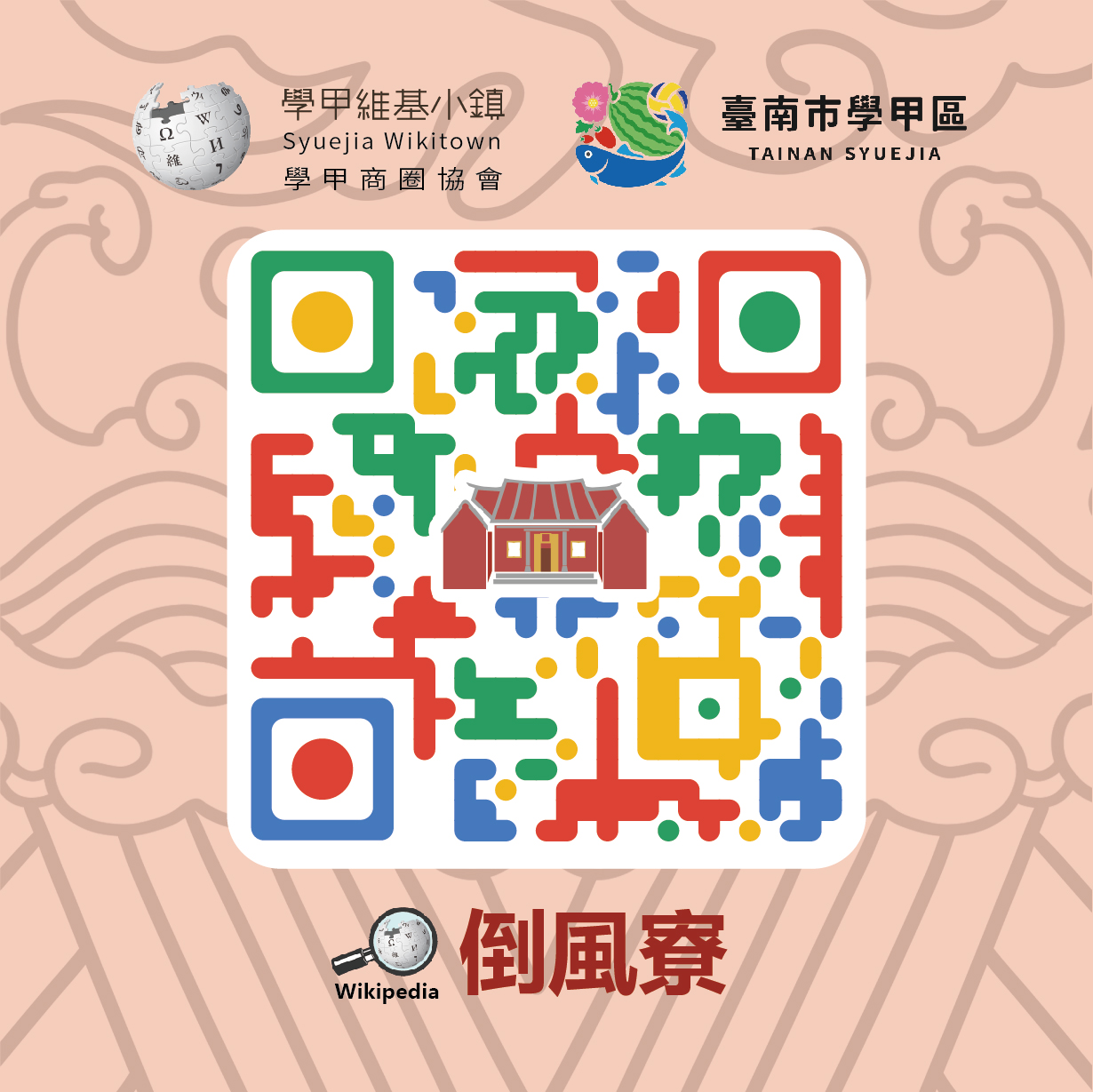
倒風寮(新芳)-學甲維基小鎮彩色2維條碼瓷牌
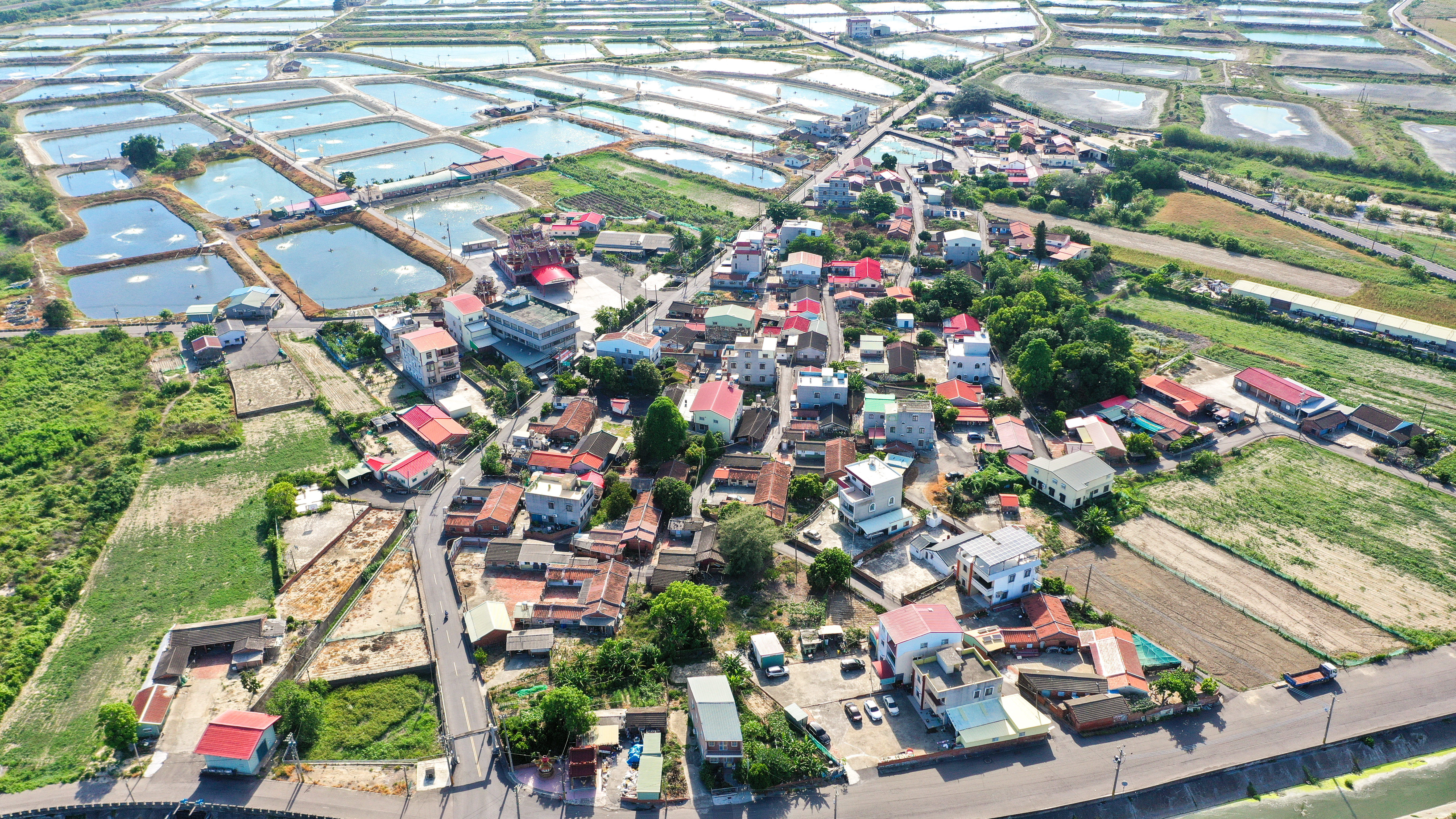
臺南市學甲區倒風寮空拍圖俯拍
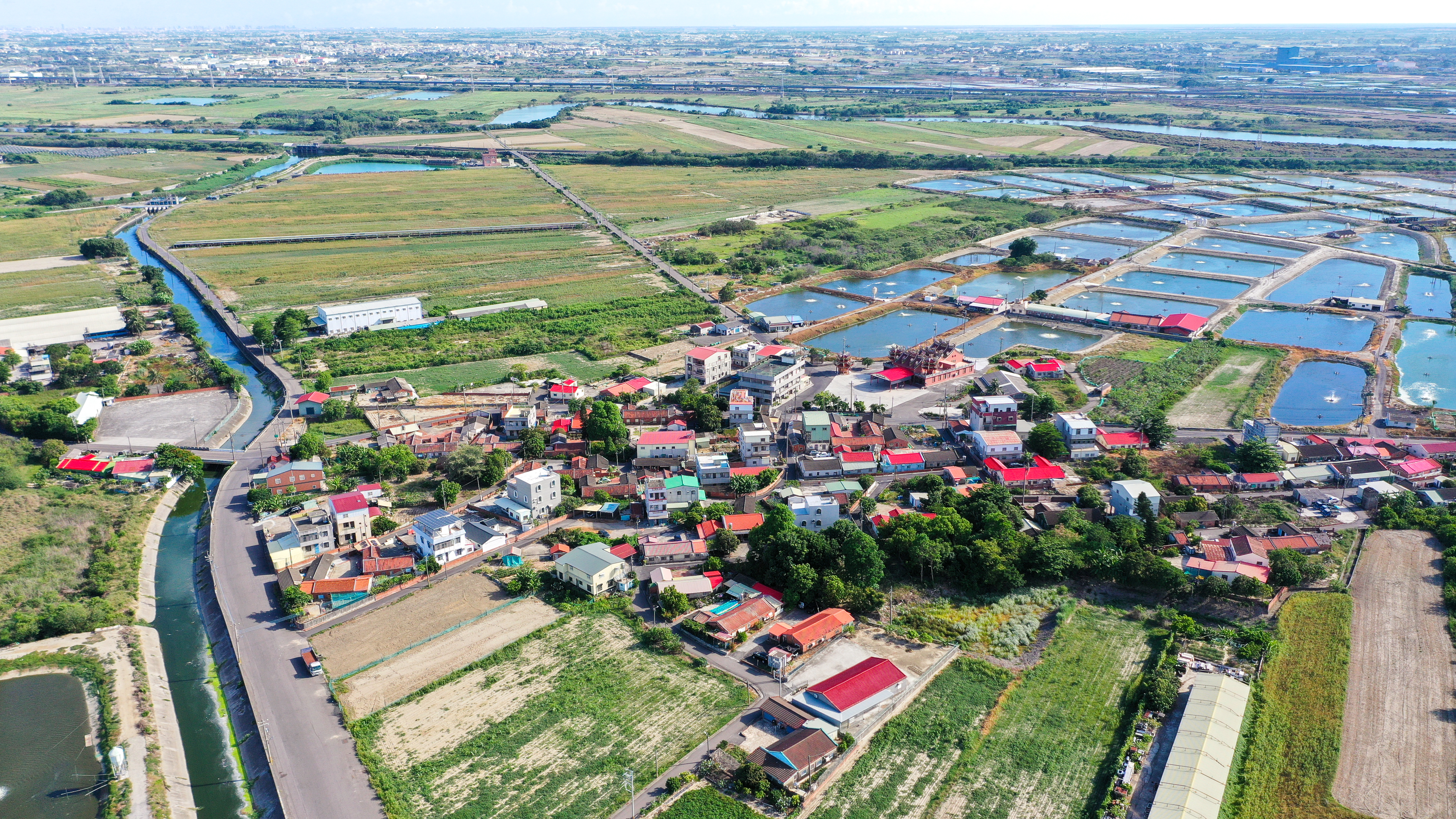
臺南市學甲區倒風寮空拍圖包含河道
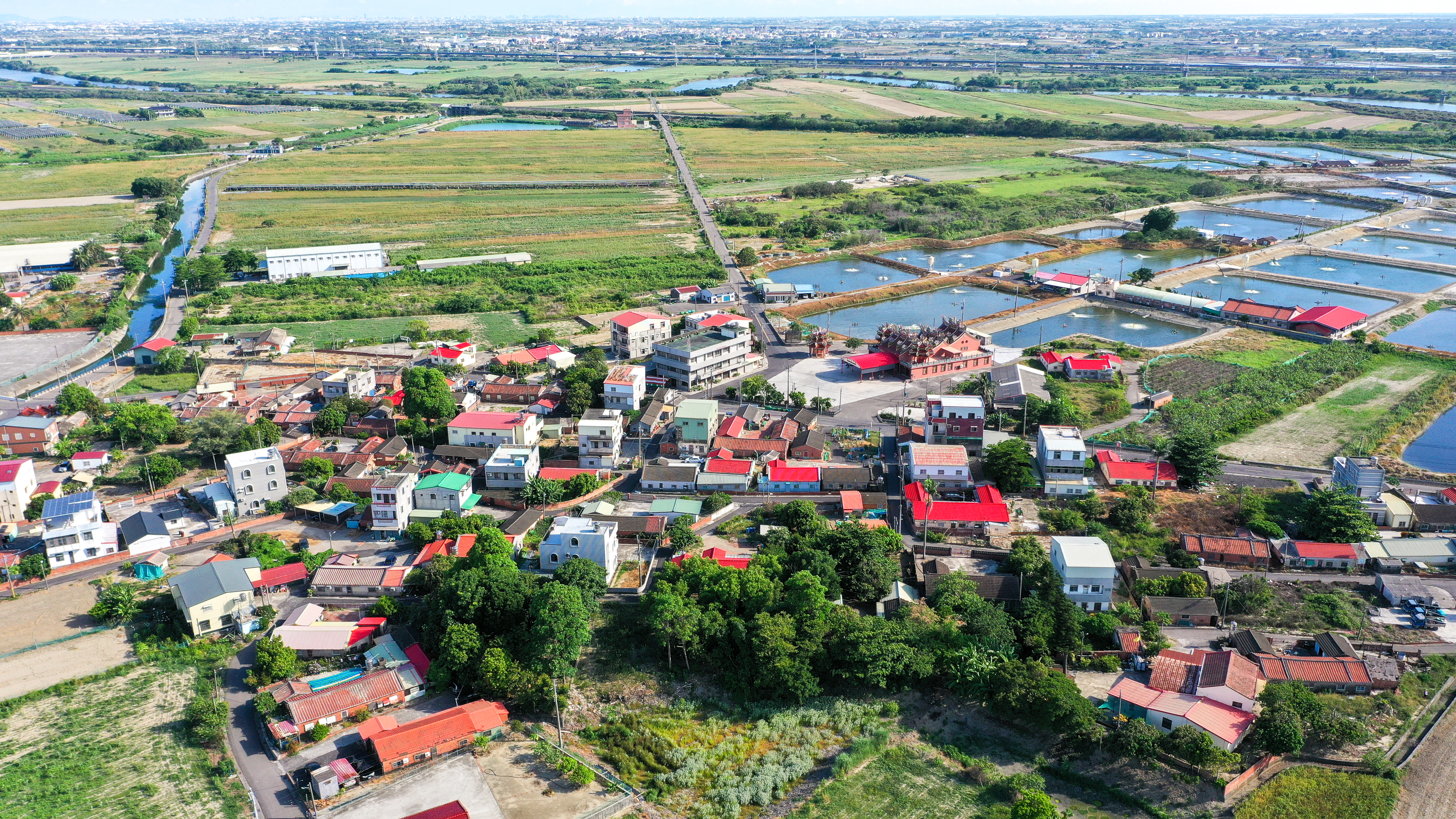
臺南市學甲區倒風寮空拍圖側方